# Siège (meuble)
Pour les articles homonymes, voir Siège.
Le siège, du latin sedes et de l’italien sedere, est un meuble ou autre objet disposé pour s’asseoir. Le type de siège varie en fonction de l’époque, du lieu, du pays, de la manière de s’asseoir, etc.
Le siège dans une réunion publique ou privée fut toujours réglé par l'usage et les mœurs. L'usage d'un siège était, dans l'antiquité, réservé aux rois, tant en Europe qu'en Asie ou en Afrique. Ce siège appelé trône était, le plus souvent, installé en haut d'une estrade, ce qui permettait au souverain (ou, bien que plus rarement, à la souveraine) de dominer ses gens restés debout, voire agenouillés ou prosternés en signe de soumission et d'humilité. Le trône inclut fréquemment un dossier surélevé et massif qui encadre la silhouette du titulaire et l'agrandit, tout en le protégeant contre une attaque par derrière. Le terme trône peut, par métonymie, désigner tout ce qui relève du pouvoir politique, et, ironiquement, la chaise percée. Dans l'antiquité, la chaise est réservée aux femmes, aux vieillards, aux malades. À Rome, le siège curule reste le siège du consul, du préteur et du questeur. Aujourd'hui, sis dans cette même ville, le Saint-Siège désigne la papauté, plutôt dans son aspect temporel. À la cour de France, le droit au tabouret constitue le privilège envié des duchesses.
Le degré de commodité du siège varie notablement avec les époques, et influence la forme de ce meuble. Le trône robuste et carré de la période mérovingienne, la forme du grand fauteuil Louis XIV correspondent à la pose solennelle et compassée des courtisans de Versailles, tandis que le petit fauteuil Louis XV s'adapte à la causerie intime dans les boudoirs d'une société raffinée. Le fauteuil de bureau moderne inclut, avec ses réglages censés représenter une adaptation morphologique, les symboles d'une société aux mécanismes complexes, tout en conservant, par sa taille et sa matière, son rôle d'attribut hiérarchique ; il s'oppose à la chaise de cuisine ou d'équipement collectif pour lesquels la commodité est d'abord définie par le prix, la légèreté, la facilité de nettoyage et la solidité. Encore de nos jours, le fauteuil du président de l'Assemblée Nationale siège au "perchoir" et surplombe l'hémicycle pour affirmer l'autorité de l'élu.

## Fauteuil
Le fauteuil (de l’ancien haut allemand faldan, « plier », et stuol, « siège »), est une grande chaise à bras et à dossier.

## Chaise
La chaise (vient de chaire) est, à l’origine, un siège à dossier et sans bras. Dans le temps, l’évolution de la chaise a amené à lui incorporer des bras pour raison de sécurité (chaise d’enfant) ou de confort.
Dans l’histoire on a souvent créé des chaises pour un usage spécifique, comme la chaise voyeuse qui comportait un accoudoir sur le haut du dossier ; on s'y asseyait a califourchon, le dossier entre les jambe et les coudes sur l'accoudoir.

## Chaire
La chaire (du latin cathedra, « le siège ») est à l'origine le siège d'un évêque dans son église (maintenant désigné sous le terme de cathèdre).
- En tant que meuble, au Moyen Âge (XIIIe siècle) ce terme désigne un siège en bois à haut dossier et aux accotoirs pleins réservé au maître de maison. Elle est sans dais jusqu'au XVe siècle.

La chaire a symbolisé la fonction d'autorité et d'enseignement de l'évêque,

## Canapé
Le canapé, du grec kônôpeion, est un long siège à dossier où peuvent prendre place plusieurs personnes. Appelé aussi sofa (du turc sofa, « banc »), c’est un meuble confortable ayant plusieurs places et habituellement un appuie-bras de chaque côté, il se trouve généralement dans le salon. Il peut être fabriqué avec différents textiles ou en cuir.
On peut trouver des canapés droits ou d'angle, fixes, modulables ou convertibles, de style classique, contemporain ou moderne, en cuir, tissu ou synthétique.
Lorsqu'il est transformable en lit, un canapé se nomme « convertible », « canapé-lit » ou « clic-clac » ou encore « divan-lit » qui est couramment utilisé au Québec. Le terme sofa s'utilise généralement lorsqu'il y a trois places assises[réf. nécessaire].
Une borne est un canapé circulaire dont l'assise tourne autour d'un axe central.

## Divan
Le divan, d’origine turque diouan, est, en France, une sorte de canapé sans dossier et accoudoirs, agrémenté de coussins et pouvant éventuellement servir de lit.

## Banquette
Une banquette est un large siège permettant à plusieurs personnes de s'asseoir sur un seul tenant, c’était à l’origine un banc rembourré sans dossier qui, au fil du temps, s’est rapproché du canapé tout en restant plus simple de construction et de matière utilisée.

## Banc
Un banc est une pièce de mobilier (soit mobile par définition et on le distinguera donc des bancs fixes en pierre), un siège allongé permettant à plusieurs personnes de s'asseoir côte à côte. Il peut être avec ou sans dossier (banquette). On le trouvait dans l'habitat individuel, l'église, l'école, lieux où il a souvent fait place aux sièges individuels.

## Banc public
Un banc public est un banc installé dans un endroit public. Il fait partie du mobilier urbain.

C'est habituellement un siège long, avec ou sans dossier, avec ou sans accoudoirs, sur lequel plusieurs personnes peuvent s'asseoir. On le retrouve dans les parcs, les jardins, les promenades publiques et le long des avenues.
À l'époque classique, on les appelait « exèdres » (comme à Lindos dans l’île de Rhodes). Au Moyen Âge, ils sont intégrés aux bâtiments. Ils agrémentent ensuite parcs et jardins, canaux et promenades publiques et étaient disposés dans l'alignement des arbres, en bordure des trottoirs.

## Tabouret
Un tabouret est un meuble à trois ou quatre pieds pas plus, généralement sans dossier.

Étymologiquement, le mot tabouret est dérivé de l'ancien français tabur (qui a donné également le mot tambour).

Le tabouret existe dans des factures simples et a suivi les styles et ornementations de son époque.

## Escabeau
L'escabeau, du latin scabellum, était, à l’origine, un siège de bois sans bras et généralement sans dossier, en forme de petit banc ou tabouret.

De même, l’escabelle est un petit siège formé de trois pieds plantés sur une assise de bois.

## Chauffeuse
La chauffeuse est une chaise basse à haut dossier, assise rembourrée et confortable de l’époque Régence.
Comme son ancêtre la caquetoire, sa place se situait près du feu. L’assise basse mettait l’occupant au niveau du foyer et le haut dossier cambré l’abritait des courants d’air.

## Siège de véhicule
Le siège de véhicule revêt différentes formes selon le type de véhicule, l’évolution des modes, la sécurité et le coût de revient.